# Moxala
Moxala är en ort i Mexiko.   Den ligger i kommunen Tequila och delstaten Veracruz, i den sydöstra delen av landet, 230 km öster om huvudstaden Mexico City. Moxala ligger 1 671 meter över havet och antalet invånare är 372.
Terrängen runt Moxala är bergig åt nordväst, men åt sydost är den kuperad. Runt Moxala är det ganska tätbefolkat, med 155 invånare per kvadratkilometer. Närmaste större samhälle är Orizaba, 16,7 km norr om Moxala. I omgivningarna runt Moxala växer i huvudsak städsegrön lövskog.